# Дувалон, Рамон
Рамо́н Дувало́н Каррио́н (исп. Ramón Duvalón Carrión; 31 августа 1954) — кубинский боксёр наилегчайшей весовой категории, выступал за сборную Кубы в середине 1970-х  годов. Серебряный призёр летних Олимпийских игр в Монреале, чемпион Панамериканских игр, победитель многих международных турниров и национальных первенств. Ныне — тренер по боксу.

## Биография
Рамон Дувалон родился 31 августа 1954 года. Активно заниматься боксом начал в возрасте девяти лет в боксёрском зале Понсе-Карраско, проходил подготовку у таких известных тренеров как Луис Гальбани и Айзек Эспиноса. На международный уровень впервые вышел в 1973 году, когда поучаствовал в турнире «Хиральдо Кордоба Кардин» и получил там бронзовую медаль. Год спустя в наилегчайшем весе выиграл чемпионат Кубы (впоследствии повторил это достижение ещё два раза). В 1975 году ездил на Панамериканские игры в Мехико, победил там всех своих соперников и завоевал тем самым золотую награду.
В 1976 году Дувалон в третий раз подряд стал чемпионом Кубы, в очередной раз взял золото на турнире «Хиральдо Кордоба Кардин» и благодаря этим победам удостоился права защищать честь страны на летних Олимпийских играх в Монреале. На Олимпиаде выступал вполне удачно, в полуфинальной стадии сумел пройти крепкого советского боксёра Давида Торосяна (соперника дисквалифицировали во втором раунде за удар ниже пояса), но в финале со счётом 2:3 проиграл американцу Лео Рендольфу.
После Олимпийских игр у Дувалона возникли серьёзные проблемы со сгонкой веса, он уже не укладывался в категорию до 51 кг и вынужден был подняться в легчайший вес. Тем не менее, добиться такого же успеха в этой весовой категории ему не удалось, спортсмен перестал попадать в основной состав национальной сборной и в 1979 году принял решение завершить карьеру. В настоящее время работает тренером по боксу в одном из боксёрских клубов Гаваны.